# Pischtschany
Pischtschany (ukrainisch Піщани; russisch Песчаны Pestschany, polnisch Tatarsko) ist ein Dorf in der westukrainischen Oblast Lwiw mit etwa 450 Einwohnern (2006).
Pischtschany wurde 1862 als Tatarsko gegründet und erhielt 1955 seinen heutigen Namen. Die Ortschaft im Rajon Stryj liegt am Ufer des Flusses Stryj und an der Bahnstrecke Stryj–Ternopil 10 km nordöstlich vom Rajonzentrum Stryj und etwa 80 km südlich vom Oblastzentrum Lwiw. Seit 2020 ist sie Teil der Stadtgemeinde Stryj, vorher gehörte es administrativ zur Landratsgemeinde des im Norden angrenzenden Dorfes Chodowytschi.

## Persönlichkeiten
- Filaret Kolessa (1871–1947), ukrainischer Ethnograph, Folklorist, Komponist und Musikwissenschaftler, hier geboren